# Gran Flota Blanca

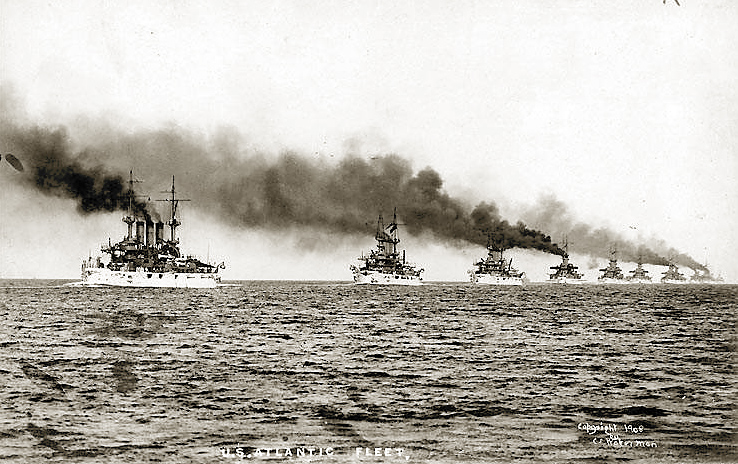
El navegando delante del como parte de la flota, abandona Hampton Roads, Virginia, el 16 de diciembre de 1907.

La Gran Flota Blanca (en inglés: Great White Fleet) es el nombre popular que recibe en los Estados Unidos la flota de combate que completó la circunnavegación del globo desde el 16 de diciembre de 1907 al 22 de febrero de 1909. por orden del presidente de los Estados Unidos Theodore Roosevelt. Su misión era realizar visitas amistosas a numerosos países mientras mostraba al mundo el nuevo poderío naval de los Estados Unidos. 
La flota consistía en dieciséis acorazados divididos en dos escuadras, con sus correspondientes escoltas. Roosevelt pretendía demostrar el potencial militar estadounidense y la capacidad oceánica de su flota. Con la esperanza de hacer cumplir los tratados y proteger sus posesiones en el extranjero, el Congreso de los Estados Unidos designó fondos para construir el poderío naval estadounidense. A partir de la década de 1880, con tan solo 90 embarcaciones pequeñas, más de un tercio de ellas de madera, y por tanto, obsoletas, la Armada creció rápidamente para incluir nuevos navíos de combate de acero. Con sus cascos pintados de blanco a excepción de unas volutas doradas en sus proas que portaban insignias en rojo, blanco y azul, estos buques serían conocidos con el tiempo como la Gran Flota Blanca.

## Antecedentes y propósito

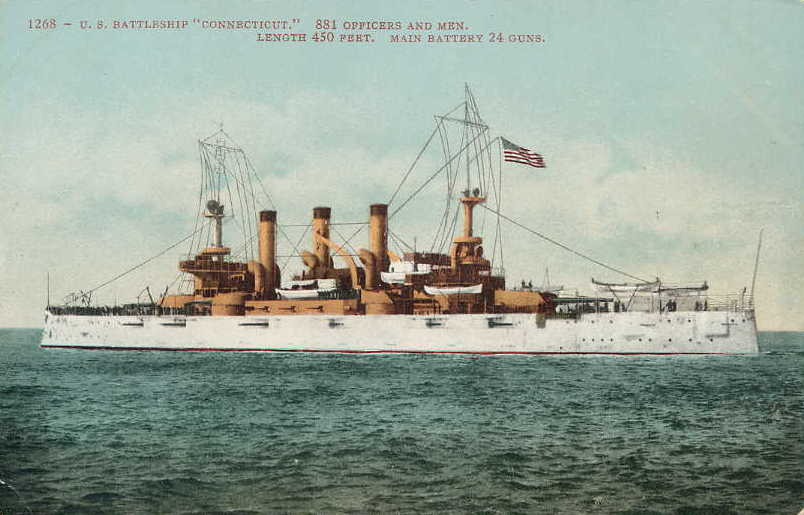
Buque insignia Connecticut, en una postal conmemorativa de las embarcaciones de la Gran Flota Blanca.

En el ocaso de su administración, el presidente Theodore Roosevelt desplegó dieciséis acorazados de la Flota del Atlántico de la Armada de los Estados Unidos, en un viaje de circunnavegación mundial del 16 de diciembre de 1907, al 22 de febrero de 1909. Los cascos fueron pintados de blanco, el esquema de la Armada en tiempos de paz, y decorados con volutas doradas con un estandarte rojo, blanco y azul en la proa.
El propósito del despliegue fue multifacético. Aparentemente, sirvió como un modelo de buena voluntad estadounidense, ya que la flota visitó varios países y puertos. En esto, el viaje no fue sin precedentes. Las visitas navales de cortesía, muchas veces en conjunción con los cumpleaños de algunos monarcas y otras celebraciones extranjeras, se volvió común en el siglo XIX. Las escalas en los puertos exhibían pompa, ceremonias y militarismo en un periodo de creciente nacionalismo preguerra. En 1891, una gran flota francesa visitó Kronstadt, Rusia, en conjunción con las negociaciones entre las dos naciones. Aunque Francia y Rusia habían sido hostiles entre sí durante al menos tres décadas atrás, Rusia no pasó por alto la importancia de la visita, y el zar Nicolás II firmó un tratado de alianza con Francia en 1894. A medida que las armadas crecieron, los desfiles navales crecieron, se hicieron más elaborados y más frecuentes. Estados Unidos comenzó a participar en estos eventos en 1902, cuando Roosevelt invitó al káiser Guillermo II de Alemania a enviar un escuadrón de visita de cortesía a la ciudad de Nueva York. Le siguieron invitaciones para que los barcos de la Armada de los Estados Unidos participaran en celebraciones en el Reino Unido, Francia y Alemania.
Además, el viaje de la Gran Flota Blanca demostró tanto dentro como para el resto del mundo, que Estados Unidos se había convertido en una gran potencia marítima después de su triunfo en la guerra hispano-estadounidense, con territorios que incluían Guam, las Filipinas y Puerto Rico. Sin embargo, esta no fue la primera demostración de poderío naval, durante la conferencia de Algeciras en 1906, que fue convocada para resolver una crisis diplomática entre Francia y Alemania sobre el destino de Marruecos, Roosevelt ordenó a ocho acorazados mantener una presencia en el mar Mediterráneo. Dado que Japón había surgido como una gran potencia marítima con la aniquilación de la flota rusa en Tsushima, el despliegue de la Gran Flota Blanca tenía por objeto, al menos en parte, enviar el mensaje a Tokio de que la flota estadounidense podía ser desplegada en cualquier lugar, incluso desde sus puertos en el Atlántico, y era capaz de defender los intereses estadounidenses en las Filipinas y el Pacífico.
Este gesto capitalizó los problemas diplomáticos que habían resultado de manifestaciones antijaponesas en San Francisco. Estos problemas fueron resueltos en el Acuerdo de caballeros de 1907 y la visita de la flota era un gesto amistoso hacia Japón. Roosevelt vio el despliegue como algo que alentaría el patriotismo, y daría la impresión de que le enseñaría a Japón una "lección de cortesía". Después de que la flota cruzó el Pacífico, los estadistas japoneses se dieron cuenta de que el equilibrio de poder en el este había cambiado desde el Acuerdo Root-Takahira, que definía las esferas de interés relevantes de Estados Unidos y Japón.
El viaje también brindó la oportunidad de mejorar la capacidad en el mar, y en batalla de la flota. Mientras que las primeras clases de buques capitales como Kearsarge, Illinois y Maine fueron diseñadas principalmente para la defensa costera, las clases posteriores como Virginia y Connecticut incorporaron las lecciones aprendidas de la guerra hispano-estadounidense, y fueron concebidas como embarcaciones con la "más alta velocidad posible, y el mayor radio de acción", en palabras de los proyectos de ley de apropiación aprobados por el Congreso de los Estados Unidos para su construcción. Fueron concebidos como buques de guerra modernos capaces de operaciones de largo alcance. Sin embargo, la experiencia adquirida en la reciente guerra con España había sido limitada.

## Preocupaciones y preparativos

Mapa de la ruta del viaje

La intención de Roosevelt era darle práctica a la Armada en navegación, comunicaciones, consumo de carbón, y maniobrabilidad de la flota; sin embargo, profesionales de la Armada sostenían que estos asuntos podían ser mejor atendidos en aguas nacionales. A la luz de lo que había sucedido con la Flota Rusa del Báltico, les preocupaba enviar a su propia flota en un largo despliegue, especialmente porque parte de la intención era impresionar a una Armada moderna y bien probada en batalla que no conocía la derrota. La flota no había sido probada para realizar tal viaje, y Tsushima había demostrado que los grandes despliegues no tenían lugar en la estrategia práctica. La Armada Japonesa estaba cerca de las instalaciones carboneras y de reparaciones; mientras que las embarcaciones estadounidenses podían cargar carbón en Filipinas, y las instalaciones de atraque estaban lejos de ser óptimas. Una parada prolongada en la Costa Este de los Estados Unidos durante el viaje para revisión y renovación en dique seco sería obligatoria. Sin embargo, la planificación del viaje demostró una escasez de instalaciones adecuadas en territorio propio. El canal marítimo del astillero de Mare Island cerca de San Francisco era poco profundo para los acorazados, lo que dejaba al astillero de Puget Sound, en Bremerton, Washington como el único para reacondicionamiento y reparaciones. El astillero civil de Hunter Point en San Francisco podía recibir buques capitales, pero había sido cerrado por falta de uso y estaba programado para ser demolido. El presidente Roosevelt ordenó la reapertura del astillero Hunter Point, la actualización de las instalaciones, y que la flota se reportara ahí.
También existían dudas sobre los recursos adecuados para la carga de carbón. Este no era un problema cuando la Flota del Atlántico navegaba en el Atlántico y el Caribe, ya que los suministros de combustible estaban disponibles. Sin embargo, los Estados Unidos no contaban con una red mundial de estaciones carboneras como la Gran Bretaña, ni tenían un suministro adecuado de embarcaciones de apoyo para reabastecimiento. Durante la guerra hispano-estadounidense, esta falta había obligado al almirante George Dewey a comprar un cargamento de carbón británico en Hong Kong antes de la batalla de la bahía de Manila para asegurarse de que su escuadrón no se quedara sin vapor en mar abierto. La necesidad había sido más apremiante para la Flota Rusa del Báltico durante su largo despliegue en la guerra ruso-japonesa, no solo por la distancia que tenían que navegar, sino también porque como nación beligerante en tiempos de guerra, la mayoría de puertos neutrales estaban cerrados por las leyes internacionales. Si bien la falta de embarcaciones de apoyo y un vigoroso programa para construir estas embarcaciones había sido sugerido por el contraalmirante George Dewey, quien había servido como jefe de la Oficina de Equipamiento, sus palabras no fueron atendidas adecuadamente sino hasta la Segunda Guerra Mundial.
Las regulaciones federales que restringían las embarcaciones de suministros para los buques de la Armada que navegaban bajo la bandera de los Estados Unidos, complicadas por la falta de una Marina Mercante de los Estados Unidos adecuada, demostró ser otro obstáculo. Roosevelt ofreció inicialmente adjudicar contratos de suministros de la Armada a los capitanes estadounidenses cuyas ofertas excedieran la de los capitanes extranjeros en menos del 50 por ciento. Muchos transportistas rechazaron la oferta porque no podían obtener suficiente carga para cubrir el costo del viaje de vuelta. Dos meses después de que la flota zarpara, Roosevelt ordenó al Departamento de la Armada el contrato de 38 embarcaciones para suministrar a la flota las 125 000 toneladas de carbón que serían necesarias para navegar de Hampton Roads, en Virginia, a San Francisco. Solo ocho de estas embarcaciones tenían registro estadounidense; la mayoría de las otras 30 embarcaciones tenían registro británico. Esta situación fue potencialmente incómoda, ya que parte de la misión era impresionar a Japón con la percepción del poder naval estadounidense. Gran Bretaña se había convertido en aliado militar de Japón en 1905 con la alianza anglojaponesa, que la obligaba a ayudar a Japón en caso de que una potencia extranjera le declarara la guerra. Técnicamente, la lista de potenciales combatientes incluía a Estados Unidos. El gobierno británico decidió jugar a ambos lados de la valla política con la intención de moderar cualquier fricción que pudiera surgir entre Japón y Estados Unidos.
Previo a la partida de las embarcaciones, el Congreso expresó preocupaciones por el financiamiento. La respuesta del presidente fue que si el Congreso no estaba dispuesto a financiar el viaje, él contaba con los fondos para enviar a la Flota hasta el Pacífico. Pero si el Congreso quería que la flota regresara a casa, tendrían que financiar la otra mitad del viaje.

## Viaje

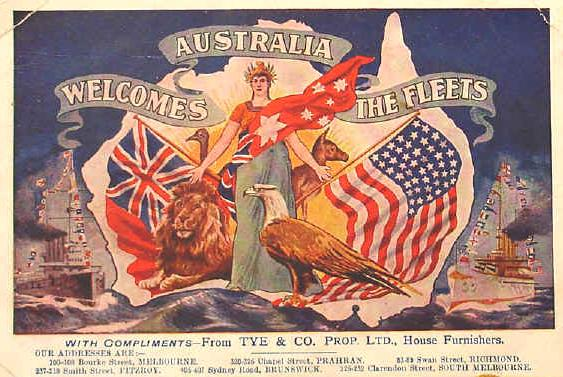
Postal australiana de bienvenida a la flota, 1908.

Debido a que el Canal de Panamá aún no estaba finalizado, la flota tuvo que cruzar por el Estrecho de Magallanes. El alcance de una operación de este tipo no tenía precedentes en la historia de Estados Unidos, ya que las embarcaciones tenían que navegar desde todos los puntos cardinales hacia puntos de encuentro y proceder de acuerdo a un plan cuidadosamente orquestado y bien planeado. Requirió casi toda la capacidad operativa de la Armada; a diferencia de los obstáculos que la flota rusa enfrentó en su viaje del Báltico al Pacífico, que finalmente los llevó a su destrucción por parte de los japoneses en 1905, el esfuerzo estadounidense se benefició de un ambiente de paz que ayudó a la coordinación del movimiento de las embarcaciones.
Puerto tras puerto, miles de ciudadanos acudieron a ver y saludar a la flota. En 1908, la Gran Flota Blanca visitó Monterrey, California, del 1 al 4 de mayo. En Australia, el arribo de la Gran Flota el 20 de agosto de 1908 fue utilizado para fomentar la formación de la Armada Australiana. En Sicilia, los marinos ayudaron con operaciones de apoyo después de un terremoto en Mesina en 1908. 

## Composición

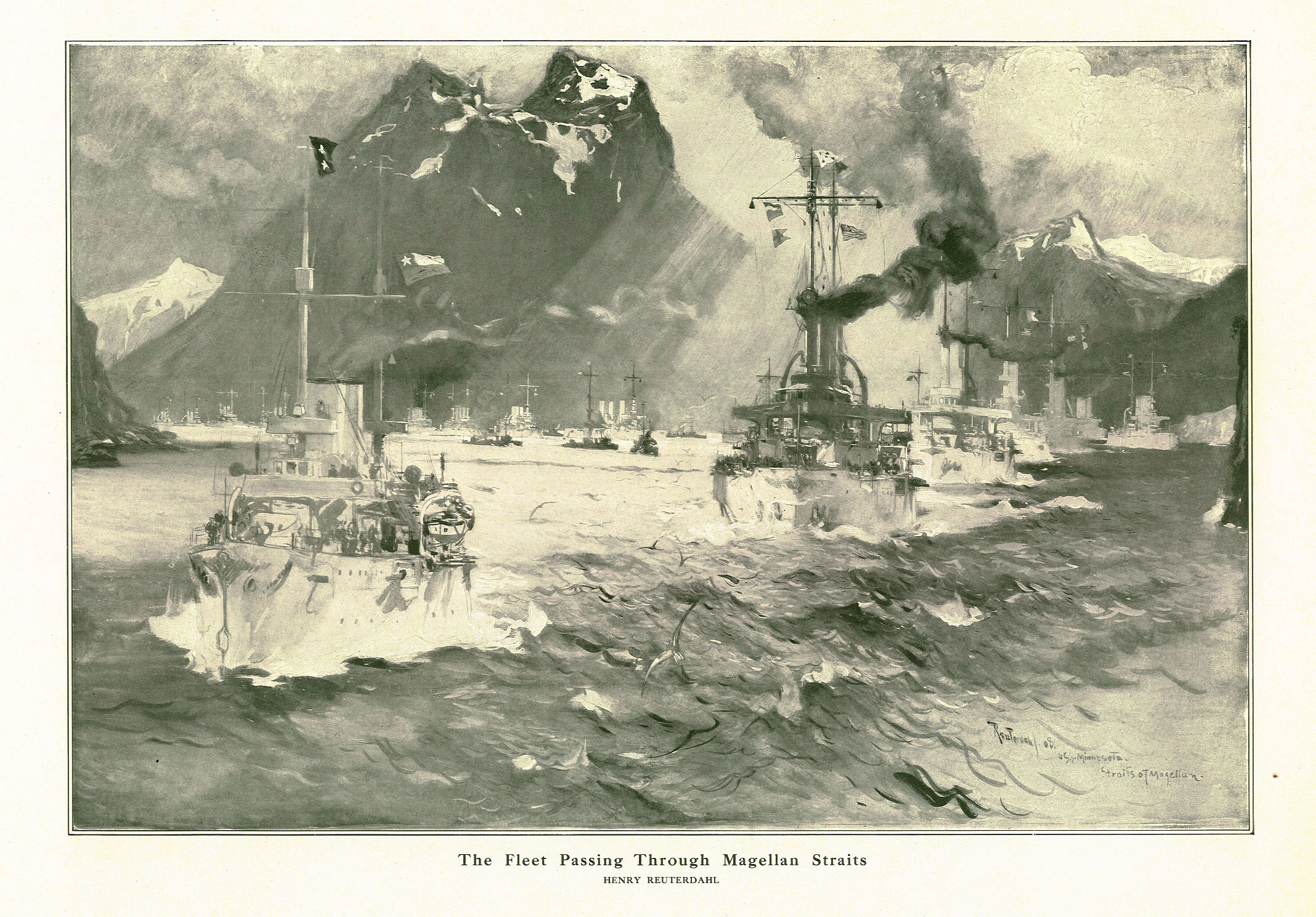
La flota cruzando por el estrecho de Magallanes en febrero de 1908, pintura de Henry Reuterdahl.

El viaje de catorce meses estaba destinado a ser un gran espectáculo del poderío naval estadounidense. Los escuadrones estaban compuestos por 14 000 marinos. Cubrieron unas 43 000 millas náuticas (80 000 km) e hicieron veinte escalas en seis continentes. La flota era una demostración de la destreza industrial estadounidense (las dieciocho embarcaciones habían sido construidas desde la guerra hispano-estadounidense), pero los acorazados ya representaban un repentino tipo de buque capital tipo pre-dreadnought obsoleto, mientras que los primeros acorazados de la revolucionaria clase dreadnought acababan de entrar en servicio, y el primer dreadnought de la Armada de los Estados Unidos, South Carolina, ya estaba en acondicionamiento. Las dos embarcaciones más antiguas de la flota, el Kearsarge y el Kentucky, ya eran obsoletas y no eran aptas para el combate; dos más, el Maine y el Alabama, tuvieron que separarse de la flota en San Francisco por problemas mecánicos y fueron reemplazados por el Nebraska y el Wisconsin. Después de las reparaciones, el Alabama y el Maine completaron una circunnavegación independiente más directa, pasando por Honolulu, Guam, Manila, Singapur, Colombo, Suez, Nápoles, Gibraltar, las Azores, y finalmente regresaron a los Estados Unidos el 20 de octubre de 1908, cuatro meses después que el resto de la flota, que había tomado una ruta más larga.
Los acorazados fueron acompañados la primera etapa de su viaje por una "flotilla torpedo" de seis destructores, así como de varias embarcaciones auxiliares. Los destructores y sus buques de abastecimiento no navegaron realmente en compañía de los acorazados, sino que siguieron su propio itinerario desde Hampton Roads, Virginia, a San Francisco, California. También destaca que el crucero acorazado Washington precedió al itinerario de la Flota para su primera y segunda etapa en aproximadamente un mes, quizás haciendo arreglos para la recepción posterior de la Flota.

## Itinerario de la Flota

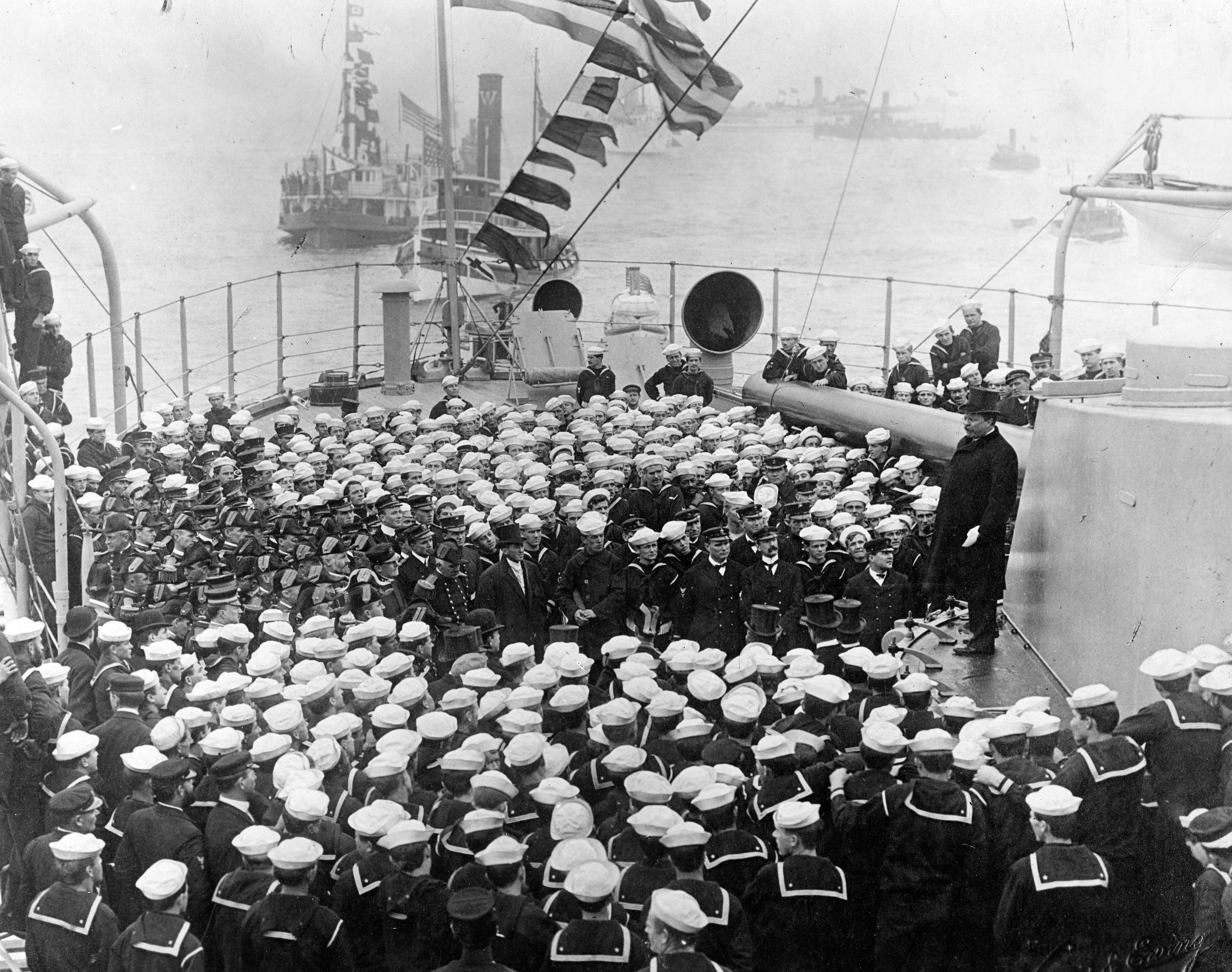
El presidente Theodore Roosevelt dirigiéndose a los oficiales y tripulantes del Connecticut, en Hampton Roads, después del regreso del crucero de la flota, 22 de febrero de 1909

Con el Connecticut como buque insignia bajo el mando del contraalmirante Robley Evans, la flota zarpó de Hampton Roads el 16 de diciembre de 1907 a Trinidad, las Antillas Británicas, de ahí a Río de Janeiro, Brasil; Punta Arenas, Chile; Callao, Perú; bahía de Magdalena, México, y subieron por la costa oeste, arribando a San Francisco el 6 de mayo de 1908.
En San Francisco, el contraalmirante Charles Sperry asumió el mando de la flota, debido a la mala salud del almirante Evans. También en San Francisco, los escuadrones fueron ligeramente reorganizados, transfiriendo a las mejores y más nuevas embarcaciones al Primer Escuadrón. El buque Glacier fue separado y convertido en buque de provisiones de la Flota del Pacífico. También en este punto, el Nebraska, bajo el mando del capitán Reginald Nicholson, y el Wisconsin bajo el mando del capitán Frank Beatty, fueron sustituidos por los acorazados Maine y Alabama. El Minnesota fue transferido al Primer Escuadrón, Primera División, y el Lousiana tomó su lugar como buque insignia del Segundo Escuadrón.
Dejando ese puerto el 7 de julio de 1908, la Flota del Atlántico visitó Honolulu, Auckland, Nueva Zelanda, Sídney, Melbourne, y Albany, Australia; Manila, Filipinas; Yokohama, Japón; y Colombo, Sri Lanka; luego arribaron a Suez, Egipto el 3 de enero de 1909.
Mientras la flota estaba en Egipto, recibieron el reporte de un terremoto en Sicilia, lo que brindó a los Estados Unidos la oportunidad de demostrar su hermandad con Italia brindando ayuda a los afectados. Las embarcaciones Connecticut, Illinois, Culgoa, y Yankton fueron enviados inmediatamente a Mesina, Italia. La tripulación del Illinois rescató de los escombros los cuerpos del cónsul estadounidense Arthur Cheney y su esposa.
El Scorpion, buque de apoyo de la flota en Estambul, y el Celtic, un buque frigorífico equipado en Nueva York, zarparon a Mesina para relevar al Connecticut y al Illinois para que pudieran continuar con su crucero.
Después de salir de Mesina el 9 de enero de 1909, la flota se detuvo en Nápoles, Italia, continuaron a Gibraltar, y arribaron finalmente a Hampton Roads el 22 de febrero de 1909. Ahí, el presidente Roosevelt pasó revista a la flota conforme esta pasaba por la rada.

## Primera etapa
De Hampton Roads, Virginia, a San Francisco, California, 14,556 millas náuticas (26,958 km).

### Itinerario
| Puerto                     | Llegada                 | Partida                 | Distancia al siguiente puerto |
| -------------------------- | ----------------------- | ----------------------- | ----------------------------- |
| Hampton Roads, Virginia    |                         | 16 de diciembre de 1907 | 1,803 nmi (3,339 km)          |
| Puerto España, Trinidad    | 23 de diciembre de 1907 | 29 de diciembre de 1907 | 3,399 nmi (6,295 km)          |
| Río de Janeiro, Brasil     | 12 de enero de 1908     | 21 de enero de 1908     | 2,374 nmi (4,397 km)          |
| Punta Arenas, Chile        | 1 de febrero de 1908    | 7 de febrero de 1908    | 2,838 nmi (5,256 km)          |
| Callao, Perú               | 20 de febrero de 1908   | 29 de febrero de 1908   | 3,010 nmi (5,570 km)          |
| Bahía de Magdalena, México | 12 de marzo de 1908     | 11 de abril de 1908     | 1,132 nmi (2,096 km)          |
| San Francisco, California  | 6 de mayo de 1908       |                         |                               |

### Embarcaciones
El Primer Escuadrón y la Primera División, comandadas por el contraalmirante Robley Evans, consistía en cuatro acorazados de la clase Connecticut: el Connecticut, buque insignia de la flota; el Kansas, el Vermont, y el Louisiana.
La Segunda División, comandada por el contraalmirante William Emory, consistía en cuatro acorazados de la clase Virginia; el Georgia, buque insignia de la división, el New Jersey, el Rhode Island y el Virginia.
El Segundo Escuadrón y la Tercera División, comandadas por el contraalmirante Charles Thomas, consistía en un acorazado de la clase Connecticut: el Minessota, buque insignia del escuadrón; y tres de la clase Maine: el Maine, el Missouri, y el Ohio.
La Cuarta División, comandada por el contraalmirante Charles Perry, consistía en dos acorazados de la clase Illinois: el Alabama, buque insignia de la división, y el Illinois; y dos de la clase Kearsarge: el Kearsarge, y el Kentucky.
Los buques de apoyo de la flota eran los barcos de suministros Culgoa y Glacier, el barco de reparaciones Panther, la embarcación auxiliar Yankton, y el barco hospital Relief.
La "flotilla torpedo" estaba formada por los destructores Hopkins, Stewart, Hull, Truxton, Lawrence, Whipple, y la embarcación auxiliar Arethusa.